# Aksana Mjankowa
Aksana Mjankowa (belarussisch Аксана Мянькова, engl. Transkription Aksana Miankova; * 28. März 1982 in Krytschau) ist eine belarussische Hammerwerferin.

## Werdegang
Bei den Leichtathletik-Europameisterschaften 2002 in München und den Leichtathletik-Weltmeisterschaften 2003 in Paris/Saint-Denis scheiterte sie in der Qualifikation. In der Saison 2006 steigerte sie ihre persönliche Bestweite um mehr als sechseinhalb Meter auf den belarussischen Rekord von 76,86 Meter. Am 29. Juni 2008 verbesserte sie diesen in Minsk auf 77,32 m. Kurz darauf gewann sie mit Hilfe von Doping bei den Olympischen Spielen in Peking die Goldmedaille mit 76,34 m vor Yipsi Moreno (CUB) und Zhang Wenxiu (CHN).
Aksana Mjankowa ist 1,86 m groß und wiegt 85 kg.

## Doping
Bei einem nachträglichen Test der Dopingprobe von 2008 wurde Mjankowa 2016 positiv auf Turinabol und Oxandrolon getestet. Sie wurde vom IOC disqualifiziert und ihre Goldmedaille aberkannt.